# Lytton
Lytton es una pequeña comunidad ubicada en el interior de la provincia de Columbia Británica, Canadá. Situada en la confluencia de los ríos Fraser y Thompson, Lytton tiene una rica historia indígena y un significado cultural profundo. Además, Lytton es conocido como uno de los lugares más cálidos de Canadá por llegar a 49.6 °C, la temperatura máxima de toda la historia del país.
El área de Lytton ha sido habitada por el pueblo Nlaka'pamux durante más de 10 000 años. Fue uno de los primeros lugares ocupados por colonos no indígenas en el sur del interior de la Columbia Británica. La ciudad fue fundada durante la fiebre del oro del cañón del Fraser, cuando se la conocía como "The Forks".

## Clima
| Parámetros climáticos promedio de Lytton (1981–2010) | Parámetros climáticos promedio de Lytton (1981–2010) | Parámetros climáticos promedio de Lytton (1981–2010) | Parámetros climáticos promedio de Lytton (1981–2010) | Parámetros climáticos promedio de Lytton (1981–2010) | Parámetros climáticos promedio de Lytton (1981–2010) | Parámetros climáticos promedio de Lytton (1981–2010) | Parámetros climáticos promedio de Lytton (1981–2010) | Parámetros climáticos promedio de Lytton (1981–2010) | Parámetros climáticos promedio de Lytton (1981–2010) | Parámetros climáticos promedio de Lytton (1981–2010) | Parámetros climáticos promedio de Lytton (1981–2010) | Parámetros climáticos promedio de Lytton (1981–2010) | Parámetros climáticos promedio de Lytton (1981–2010) |
| Mes                                                  | Ene.                                                 | Feb.                                                 | Mar.                                                 | Abr.                                                 | May.                                                 | Jun.                                                 | Jul.                                                 | Ago.                                                 | Sep.                                                 | Oct.                                                 | Nov.                                                 | Dic.                                                 | Anual                                                |
| ---------------------------------------------------- | ---------------------------------------------------- | ---------------------------------------------------- | ---------------------------------------------------- | ---------------------------------------------------- | ---------------------------------------------------- | ---------------------------------------------------- | ---------------------------------------------------- | ---------------------------------------------------- | ---------------------------------------------------- | ---------------------------------------------------- | ---------------------------------------------------- | ---------------------------------------------------- | ---------------------------------------------------- |
| Temp. máx. abs. (°C)                                 | 16.5                                                 | 18.3                                                 | 24.7                                                 | 33.9                                                 | 40.4                                                 | 49.6                                                 | 44.4                                                 | 41.8                                                 | 38.7                                                 | 29.9                                                 | 22.8                                                 | 17.8                                                 | 49.6                                                 |
| Temp. máx. media (°C)                                | 2.3                                                  | 5.5                                                  | 11.5                                                 | 16.2                                                 | 20.3                                                 | 24.3                                                 | 27.8                                                 | 28.4                                                 | 22.6                                                 | 14.6                                                 | 5.8                                                  | 0.3                                                  | 15.0                                                 |
| Temp. media (°C)                                     | -0.7                                                 | 1.7                                                  | 6.3                                                  | 10.3                                                 | 14.4                                                 | 18.4                                                 | 21.2                                                 | 21.6                                                 | 16.2                                                 | 9.8                                                  | 2.9                                                  | -2.5                                                 | 10.0                                                 |
| Temp. mín. media (°C)                                | -3.7                                                 | -2.1                                                 | 1.0                                                  | 4.3                                                  | 8.5                                                  | 12.4                                                 | 14.5                                                 | 14.7                                                 | 9.7                                                  | 5.1                                                  | -0.1                                                 | -5.4                                                 | 4.9                                                  |
| Temp. mín. abs. (°C)                                 | -31.7                                                | -25.0                                                | -21.1                                                | -7.8                                                 | -3.9                                                 | 4.4                                                  | 6.1                                                  | 6.7                                                  | -2.2                                                 | -18.1                                                | -27.7                                                | -30.6                                                | -31.7                                                |
| Precipitación total (mm)                             | 58.7                                                 | 43.2                                                 | 31.2                                                 | 20.8                                                 | 20.6                                                 | 17.8                                                 | 18.7                                                 | 25.4                                                 | 29.0                                                 | 41.2                                                 | 60.3                                                 | 63.9                                                 | 430.6                                                |
| Lluvias (mm)                                         | 42.2                                                 | 34.7                                                 | 24.6                                                 | 20.8                                                 | 20.6                                                 | 17.8                                                 | 18.7                                                 | 25.4                                                 | 29.0                                                 | 40.0                                                 | 48.0                                                 | 41.6                                                 | 363.3                                                |
| Nevadas (cm)                                         | 19.4                                                 | 11.0                                                 | 6.2                                                  | 0.0                                                  | 0.0                                                  | 0.0                                                  | 0.0                                                  | 0.0                                                  | 0.0                                                  | 1.4                                                  | 12.8                                                 | 25.9                                                 | 76.6                                                 |
| Días de precipitaciones (≥ 0.2 mm)                   | 11.5                                                 | 10.5                                                 | 8.8                                                  | 7.2                                                  | 8.6                                                  | 7.2                                                  | 6.4                                                  | 6.4                                                  | 7.6                                                  | 10.5                                                 | 13.0                                                 | 12.1                                                 | 109.6                                                |
| Días de lluvias (≥ 0.2 mm)                           | 7.8                                                  | 7.9                                                  | 8.2                                                  | 7.2                                                  | 8.6                                                  | 7.2                                                  | 6.4                                                  | 6.4                                                  | 7.6                                                  | 10.3                                                 | 11.0                                                 | 5.8                                                  | 94.2                                                 |
| Días de nevadas (≥ 0.2 cm)                           | 5.5                                                  | 3.6                                                  | 1.6                                                  | 0.0                                                  | 0.0                                                  | 0.0                                                  | 0.0                                                  | 0.0                                                  | 0.0                                                  | 0.4                                                  | 3.5                                                  | 8.1                                                  | 22.7                                                 |
| Horas de sol                                         | 56.0                                                 | 81.6                                                 | 143.0                                                | 186.7                                                | 224.2                                                | 243.8                                                | 265.2                                                | 244.2                                                | 182.0                                                | 121.8                                                | 55.7                                                 | 48.1                                                 | 1852.2                                               |
| Humedad relativa (%)                                 | 72.4                                                 | 62.0                                                 | 47.7                                                 | 38.3                                                 | 37.0                                                 | 34.5                                                 | 33.7                                                 | 31.9                                                 | 40.2                                                 | 55.7                                                 | 71.5                                                 | 76.3                                                 | 50.1                                                 |
| Fuente n.º 1: Environment Canada                     |                                                      |                                                      |                                                      |                                                      |                                                      |                                                      |                                                      |                                                      |                                                      |                                                      |                                                      |                                                      |                                                      |
| Fuente n.º 2: CBC (June record high only)            |                                                      |                                                      |                                                      |                                                      |                                                      |                                                      |                                                      |                                                      |                                                      |                                                      |                                                      |                                                      |                                                      |

## Historia

### Aislamiento indígena y herencia de Nlaka'pamux
Lytton ha sido habitada durante miles de años por los pueblos Nlaka'pamux, quienes tienen una conexión histórica y espiritual con la región. Antes de la colonización europea, esta área era un importante punto de encuentro para las comunidades indígenas debido a su estratégica ubicación en la unión de dos grandes ríos.

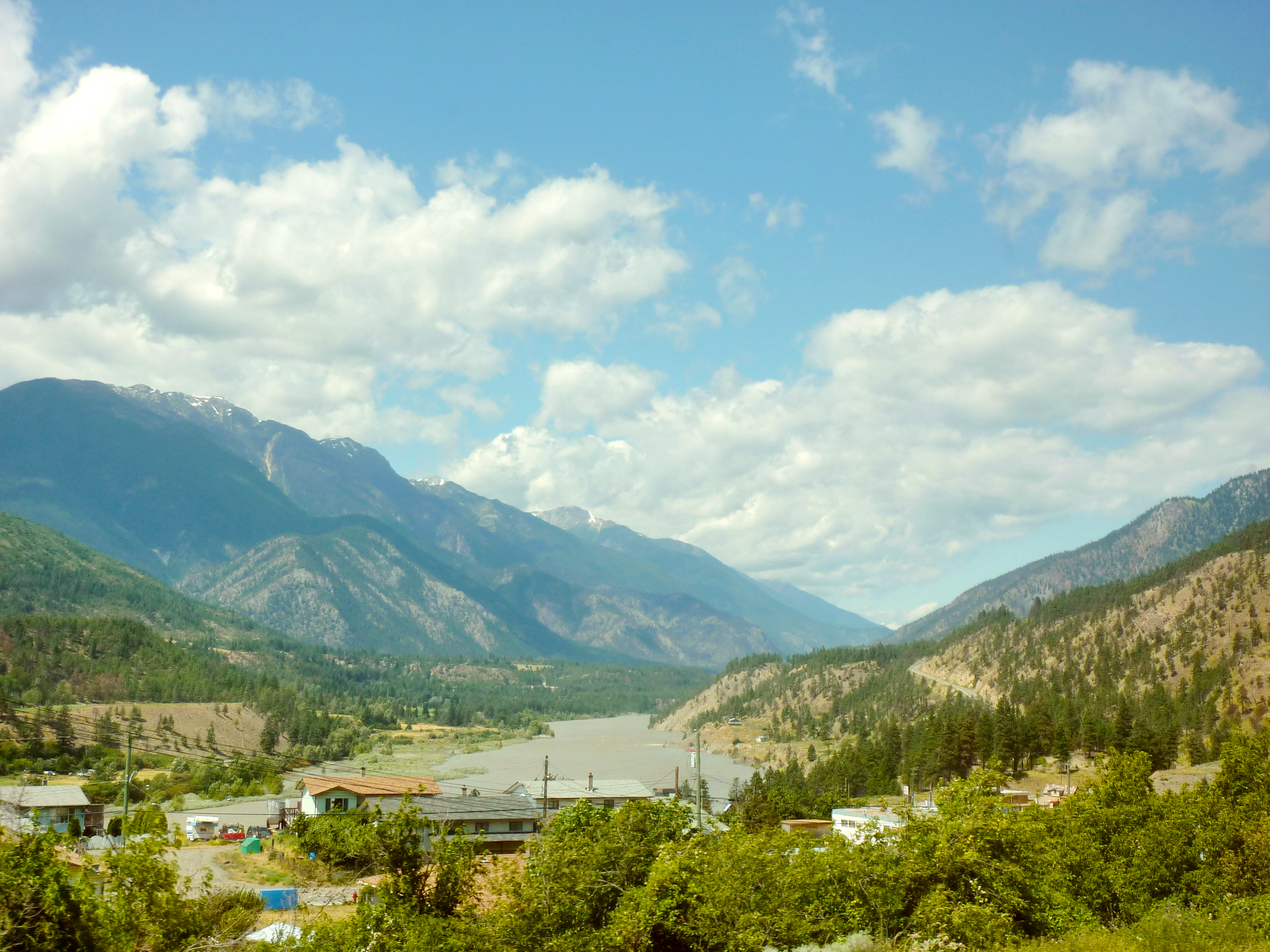
Lytton en 2011

### Toponimia
El novelista Edward Bulwer-Lytton fue amigo y contemporáneo de Charles Dickens y uno de los pioneros de la novela histórica, ejemplificada por su obra más popular, Los últimos días de Pompeya. Hoy en día se le recuerda más por la primera frase de la novela Paul Clifford, que comienza con "Era una noche oscura y tormentosa..." y que algunos consideran la peor frase inicial en lengua inglesa.
En 1858, el gobernador James Douglas le puso a la ciudad el nombre de Bulwer-Lytton "como un merecido elogio y una muestra de respeto". Bulwer-Lytton se desempeñó como secretario colonial. 

### Influencia de la colonización europea
En el siglo XIX, Lytton se convirtió en un punto clave durante la fiebre del oro de Fraser Canyon. Originalmente conocida como "The Forks," fue rebautizada en honor a Edward Bulwer-Lytton, un político y novelista británico. Posteriormente, el ferrocarril llegó a la zona, lo que ayudó a establecer Lytton como un centro de transporte y comercio.

## Incendio de 2021
El 30 de junio de 2021, un incendio forestal consumió rápidamente el pueblo, dejando a sus residentes con solo minutos para evacuar. Más del 90 % de los edificios de Lytton fueron destruidos, incluyendo hogares, negocios y estructuras históricas. Este evento marcó un punto de inflexión para la comunidad, que desde entonces ha estado en proceso de reconstrucción, enfrentando desafíos climáticos y económicos. 

## Demografía
Antes del incendio, la población de Lytton era de aproximadamente 250 personas, con una significativa representación de los pueblos indígenas Nlaka'pamux. La comunidad está trabajando para atraer nuevos residentes y reconstruir su población mientras preserva su identidad cultural y su historia.

## Cultura y turismo

### Deportes y actividades al aire libre
Lytton es conocida como la "Capital del rafting en Canadá" debido a las rápidas corrientes de los ríos Fraser y Thompson, lo que atrae a entusiastas de los deportes acuáticos. La región circundante ofrece oportunidades para el senderismo, la observación de la fauna y el ciclismo de montaña. También es un destino popular para fotógrafos debido a su impresionante paisaje compuesto de montañas, ríos y cielos despejados.

### Raíces culturales y festivales
La comunidad celebra eventos culturales que destacan la herencia Nlaka'pamux, incluyendo ceremonias tradicionales y festivales locales.